# Weisman Art Museum
Il Frederick R. Weisman Museum of Art è situato nel campus della University of Minnesota Twin Cities a Minneapolis ed è stato un museo didattico per l'università sin dal 1934. L'edificio del museo, progettato dal noto architetto Frank Gehry, fu completato nel 1993.

## Descrizione

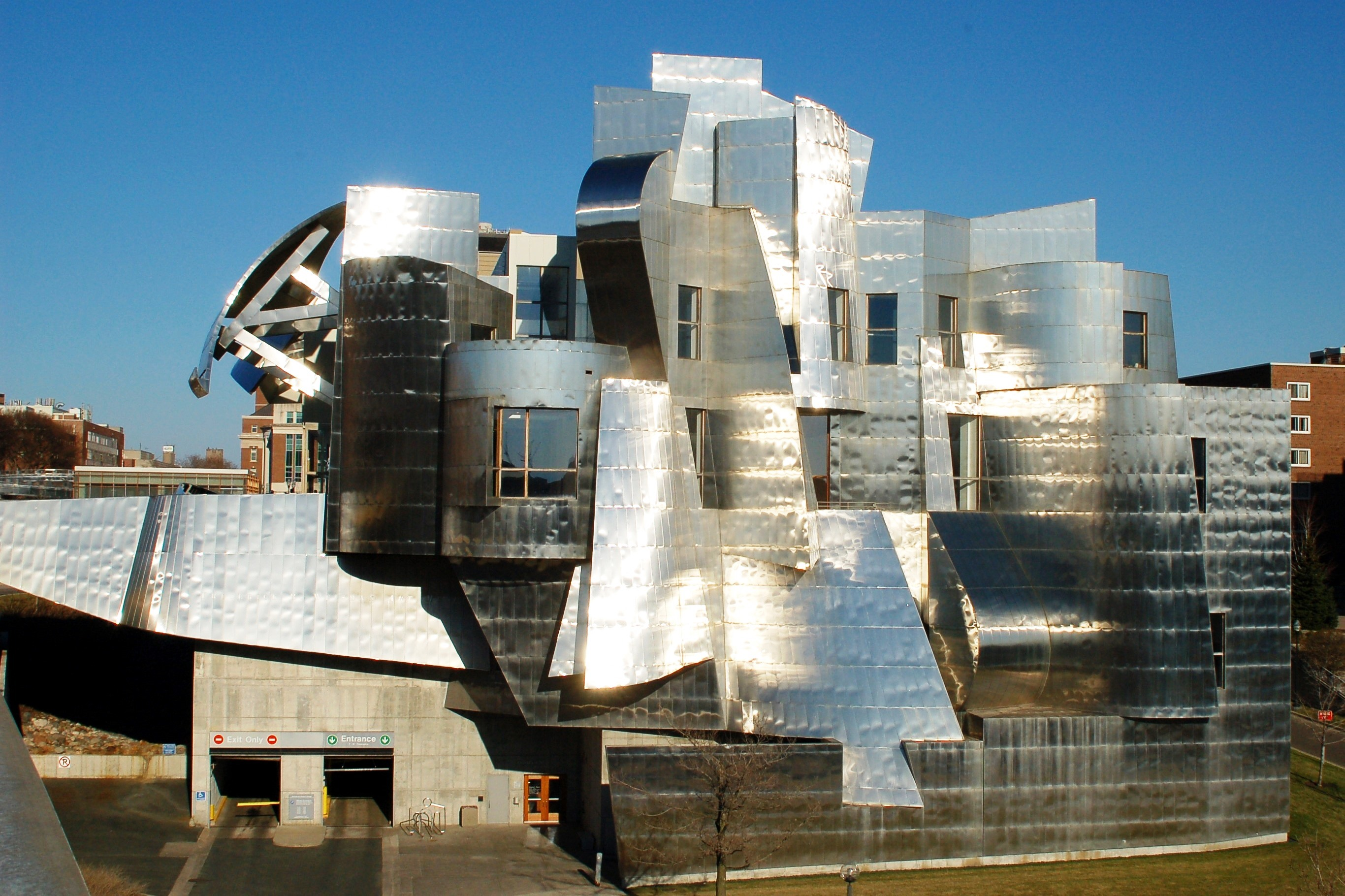

L'edificio è situato fuori dal campus perché è uno dei pochi vicino al Northrop Mall a cui mancano mattoni rossi e la facciata di arenaria. È uno dei maggiori punti distintivi del campus, situato su una sponda del fiume Mississippi ad est del Washington Avenue Bridge.
Le più affascinanti viste dell'edificio sono dal marciapiede e dalla carreggiata autostradale dell'adiacente ponte. Alcuni critici locali dello stile radicale dell'architettura di frequente puntualizzano che l'edificio può inaspettatamente riflettere la luce del sole verso gli occhi degli automobilisti di passaggio sul ponte. Studi commissionati dal MNDOT hanno concluso che il museo non è fonte di pericolo per gli automobilisti.